# 菅田彰人
菅田 彰人（すがた あきと、1957年11月17日 - ）は、日本競輪選手会宮城支部に在籍した元競輪選手。日本競輪学校（当時。以下、競輪学校）第47期生。

## 来歴
菅田順和（36期、引退）は実兄、菅田壱道（91期）と菅田謙仁（109期）は実子、菅田和宏（88期）は甥、菅田賀子（104期、引退）は姪、という競輪一家。
仙台市立仙台商業高等学校時代の1975年、全国高等学校総合体育大会自転車競技大会（大宮競輪場）の1kmタイムトライアル(以下、1kmTT)で優勝。また、1974年の国民体育大会（取手競輪場）の同種目でも優勝。
その後日本大学に進み、1977年の全日本大学対抗選手権自転車競技大会（インターカレッジ）・1km速度競走で優勝、1979年の全日本アマチュア自転車競技選手権大会では、1kmTTで優勝した。
競輪学校での在校競走成績は116戦80勝。
1981年4月25日、いわき平競輪場でデビューし初勝利を挙げた。1982年頃〜1990年頃まで、特別競輪（現在のGI）に常時出場していたが、特筆すべき戦績は収めていない。
2013年12月26日、選手登録消除。